# Альта (Юта)

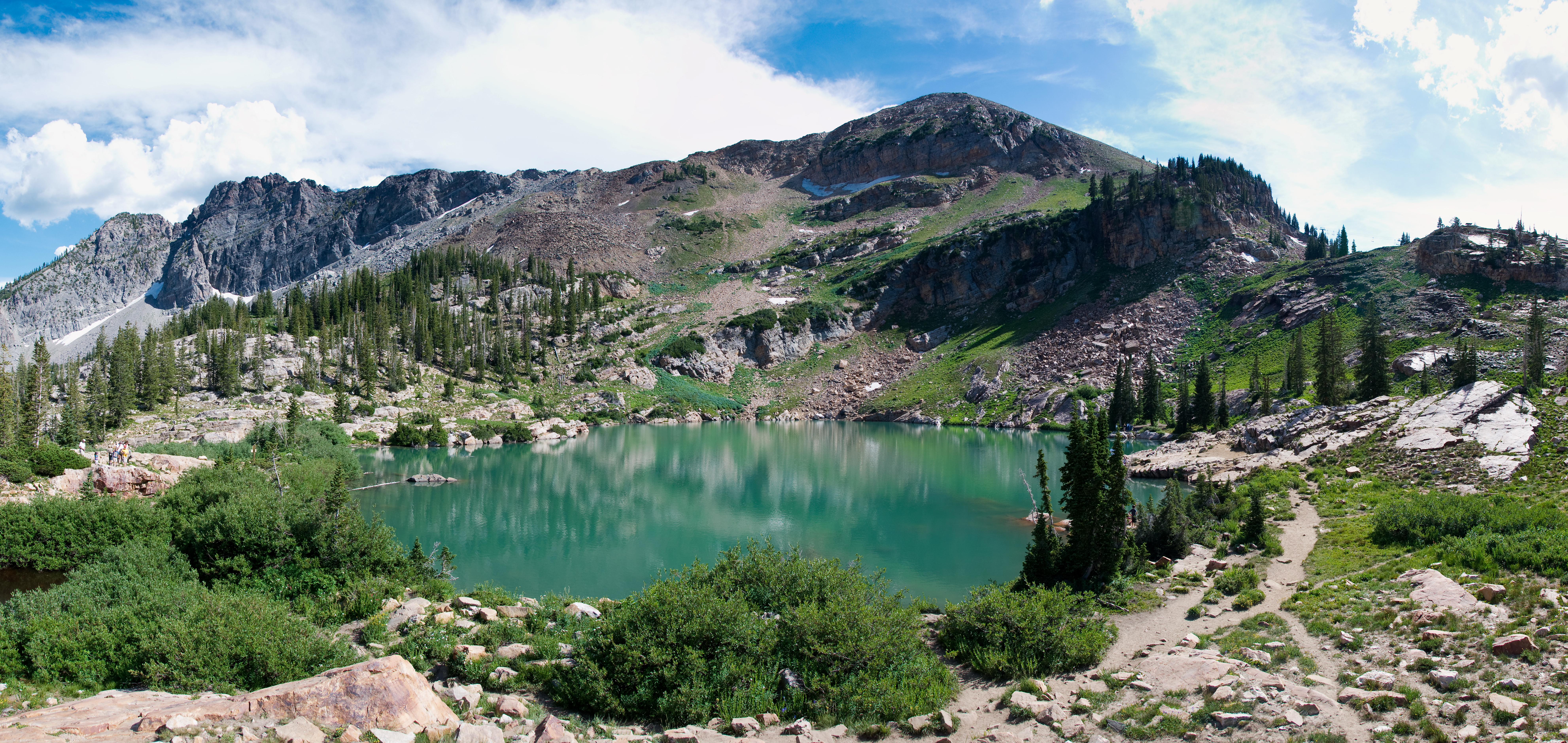
Озеро Сикрет (Cecret Lake) близ Альты.

Альта (англ. Alta) — городок в округе Солт-Лейк штата Юта. Население — 383 человек (2010). Является популярным местом для лыжного катания.
Согласно переписи 2010, в городе проживали 383 человека в 156 домохозяйствах в составе 34 семей. Плотность населения составляла 32 чел / км². Количество домов — 328.
К двум или более расам принадлежало 3,9 %. Испаноязычные составляли 4,2 % от всех жителей.
| - 93,5 % — белых - 1,3 % — азиатов - 0,5 % — выходцев с тихоокеанских островов - 0,3 % — коренных американцев |

Согласно переписи 2020, в городе проживали 228 человек.